# 南大門市場

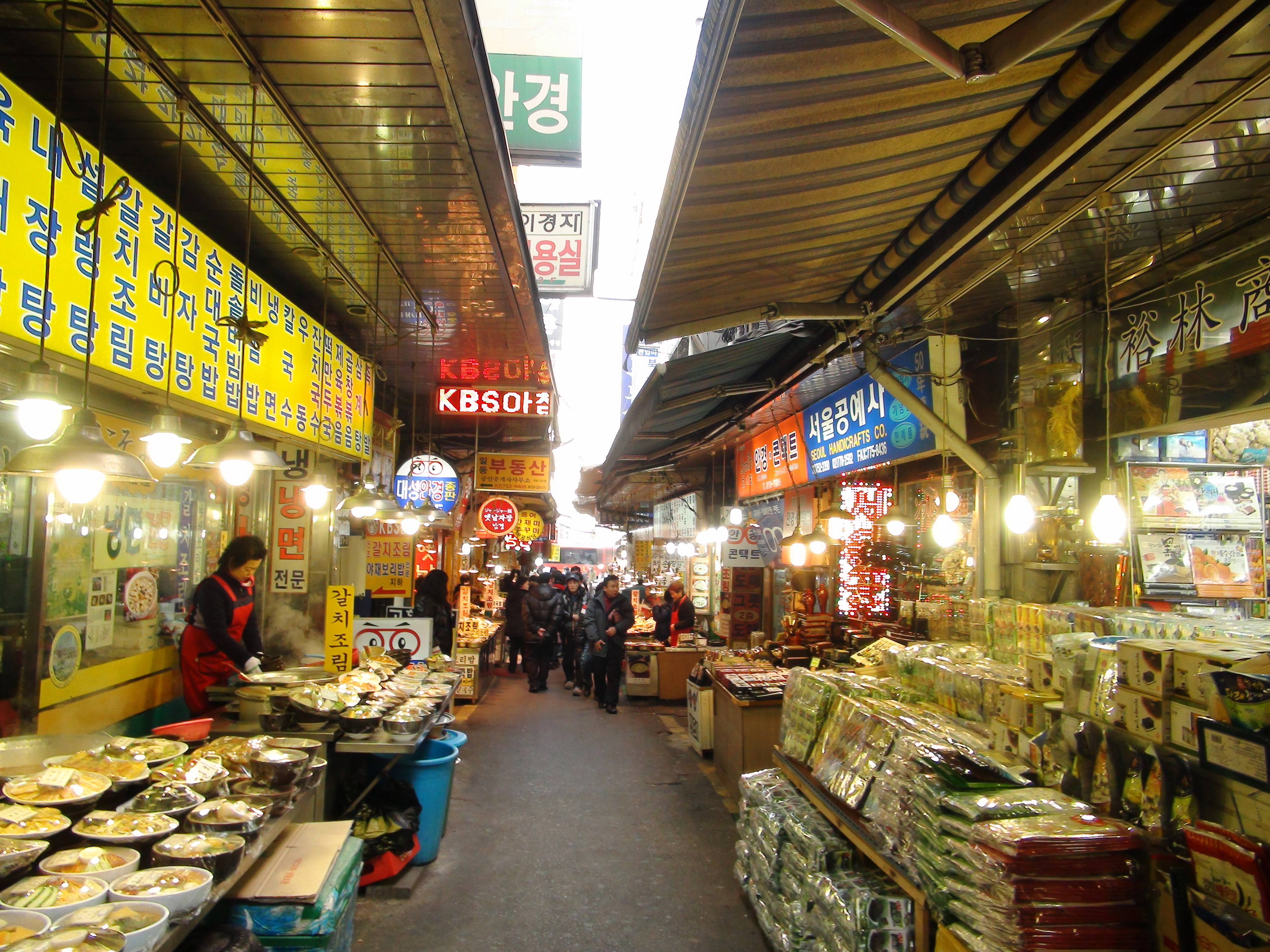
南大門市場の食堂街（2012年1月撮影）

南大門市場（なんだいもんいちば、ナムデムンいちば、朝鮮語: 남대문시장）は大韓民国ソウル特別市、漢江の北に位置する繁華街である。東大門市場と並ぶソウル二大市場の一つ。ソウルの地下鉄４号線の會賢（ホェヒョン）駅と近い。

## 概要
1414年（太宗14年）、朝廷で南大門の周りに店を建設して商人に賃貸した。1608年（宣祖41年）には宣恵庁を設置し、個人商業市場が形成された。
歴史ある建造物である新世界百貨店本店（日本統治時代には三越百貨店(京城三越)であった）、中央銀行である韓国銀行本店、民間銀行の国民銀行本店がある。また、近くに繁華街明洞がある。
ソウル市内にある四大門の一つ『崇礼門（南大門）』を起点に、四方およそ200～500mの中に大小約1万店以上が立ち並ぶ。日用品や食料品、衣料品が中心となっており、買物客で常に賑わいを見せている。日本人観光客にも人気の高いスポットの一つであり、土産物を販売する店も少なくない。深夜営業の店舗もあるがそれらの多くは卸売業的な性格を持っており、韓国国内から仕入れに訪れる人が多くいる。
近代的なビルが立ち並ぶ東大門市場と比べ昔ながらの市場の風景が残っているといえるが、ファッションビルの「メサ」が開業するなど姿を変えつつある。

## 崇礼門
「崇礼門」は、1398年に城郭の正門として建立された。花崗岩（かこうがん）で造られた土台の上に木造の二重楼閣が建てられており、ソウルにある木造建築の中では韓国最古のものである。「南大門（ナンデムン）」という通称で親しまれていたが、これは城郭に造られた8つの門のうちの一番南側にあったため、南大門と呼ばれるようになったのである。
かつて崇礼門の周囲は柵で囲まれロータリーの中心まで渡ることができなかったが、後に門の南側に広場（崇礼門広場と命名）が造成され近づいて見学できるようになった。2006年3月からは100年ぶりに門をくぐることが出来るようになっていたが門は2008年2月、放火により全焼。2013年4月まで復元工事がされ、同年5月に復元が完了した。

## 交通

### 鉄道
- ソウル交通公社4号線：会賢駅

## ビデオ
- 南大門市場

## 事件
- 南大門市場の管理会社の当時の社長が、2012年1月までの約10年間にかけて、日常的に同市場内の商店主らに対し暴力を加えることで、場所代を要求していたことが明らかになった。また、そのためにボディーガードを多数雇っていたことも明らかになった。韓国の警察当局は、同年1月12日までに、ボディーガードらを逮捕、もしくは書類送検している[1]。